# 厦门北站

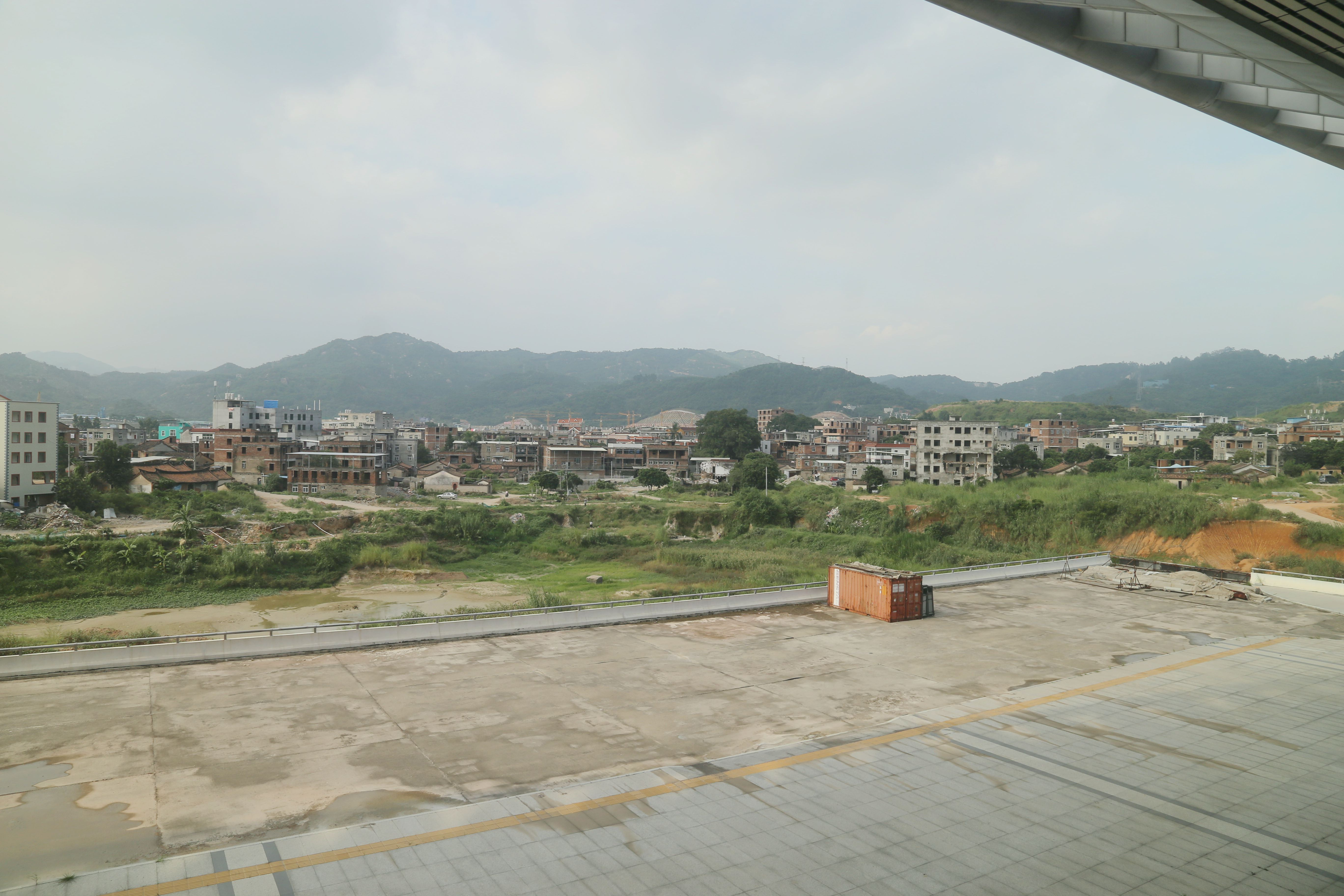
厦门北站北站房预留区域（2015年）

厦门北站，又称厦门新站，位于厦门市集美区后溪镇，西北是后溪生活区，南面是大学园区。对外交通方便，距离高崎国际机场约10公里，到厦门本岛、海沧、同安和翔安中心区的距离均在20公里左右。直接与沈海高速公路连接，与高崎国际机场、厦门本岛以及岛外各片区均有城市快速道路相通。
厦门北站于2007年开始设计，并于不久后开工。车站于2011年竣工，并随福厦铁路一齐开通。2014年起，厦门实施“普速出岛”工程，迁建客整所，並對本站月台和设施進行改善工程。2019年7月10日起，厦门站始发终到的普速列车均改在厦门北站。2021年为配合福廈高速鐵路工程，本站在既有站场北侧新建7台15线的车站结构，于2023年9月建成投用。

## 车站结构

### 站房
厦门北站采用“上进下出”模式，站房分为出站层、站台层、高架层三层，共设置东、西、南、北4个进站口。分为2011年投用的南站房、2023年投用的北站房和交通中心：两个站房均横跨站场，设有高架站房；夹心区域相距70米，为交通中心。夹心区域交通枢纽总建筑面积2.68万平方米，设有东进站口和西进站口。其中地上为公交到达层；地下为公交出发层，并设有地铁进站口。
南站房由中南设计院设计，于2011年投用，建筑面积约11.36万平方米，横跨杭深铁路站场。南站房外观采用了闽南地区特有的燕尾脊轮廓，带有鲜明的闽南风格。高架候车厅双向跨度为132米乘220米，设有10个检票口通向1-10站台，编号规则为“东偶数、西奇数”。
北站房建筑面积25万平方米，由铁四院和悉地国际组成的联合体设计，于2023年启用，横跨甬广高速铁路站场。建筑高度55.5米、屋面钢结构最大跨度86.4米。北站房外立面设计采用了与南站房相似的闽南风格，除此之外还增设了格栅、椽子、窗格等元素。高架候车室设有11-24检票口编号，其中西侧尾号标A、东侧标B。
- 厦门北站南进站口
- 原北进站口（2018年）
- 南高架候车厅
- 南售票大廳內的自动售票机

### 站场
厦门北站杭深场规模7台13线，设有10个站台；甬广场规模8台14线。
车站东侧、禾山村境内的厦门北动车运用所设有27条动车组存车线、8条动车组检修线。毗邻的刘塘村境内的厦门客车整备所设有8条客车整备线、5条存车线、2条临修线和2条机待线。
厦门北站杭深场结构示意图：
| 2F  | 二层候车室 | 候车室、人行通道、商店                  |
| 1F  |            | 进站口、售票处、问讯处，1号、2号检票口  |
| 1F  | 侧式站台   |                                         |
| 1F  | 1站台      | 到发线                                  |
| 1F  | 2站台      | 到发线                                  |
| 1F  | 岛式站台   |                                         |
| 1F  | 3站台      | 到发线                                  |
| 1F  | 4站台      | 到发线                                  |
| 1F  | 岛式站台   |                                         |
| 1F  | 5站台      | 到发线                                  |
| 1F  | 通過綫     | 福厦铁路下行线                          |
| 1F  | 通過綫     | 福厦铁路上行线                          |
| 1F  | 6站台      | 到发线                                  |
| 1F  | 岛式站台   |                                         |
| 1F  | 7站台      | 到发线                                  |
| 1F  | 8站台      | 到发线                                  |
| 1F  | 岛式站台   |                                         |
| 1F  | 9站台      | 到发线                                  |
| 1F  | 10站台     | 到发线                                  |
| 1F  | 侧式站台   |                                         |
| -1F | 联外区     | 出站地道、出站区停车场、BRT、地铁出入口 |
| -2F | 地铁站     |                                         |

## 旅客列车目的地

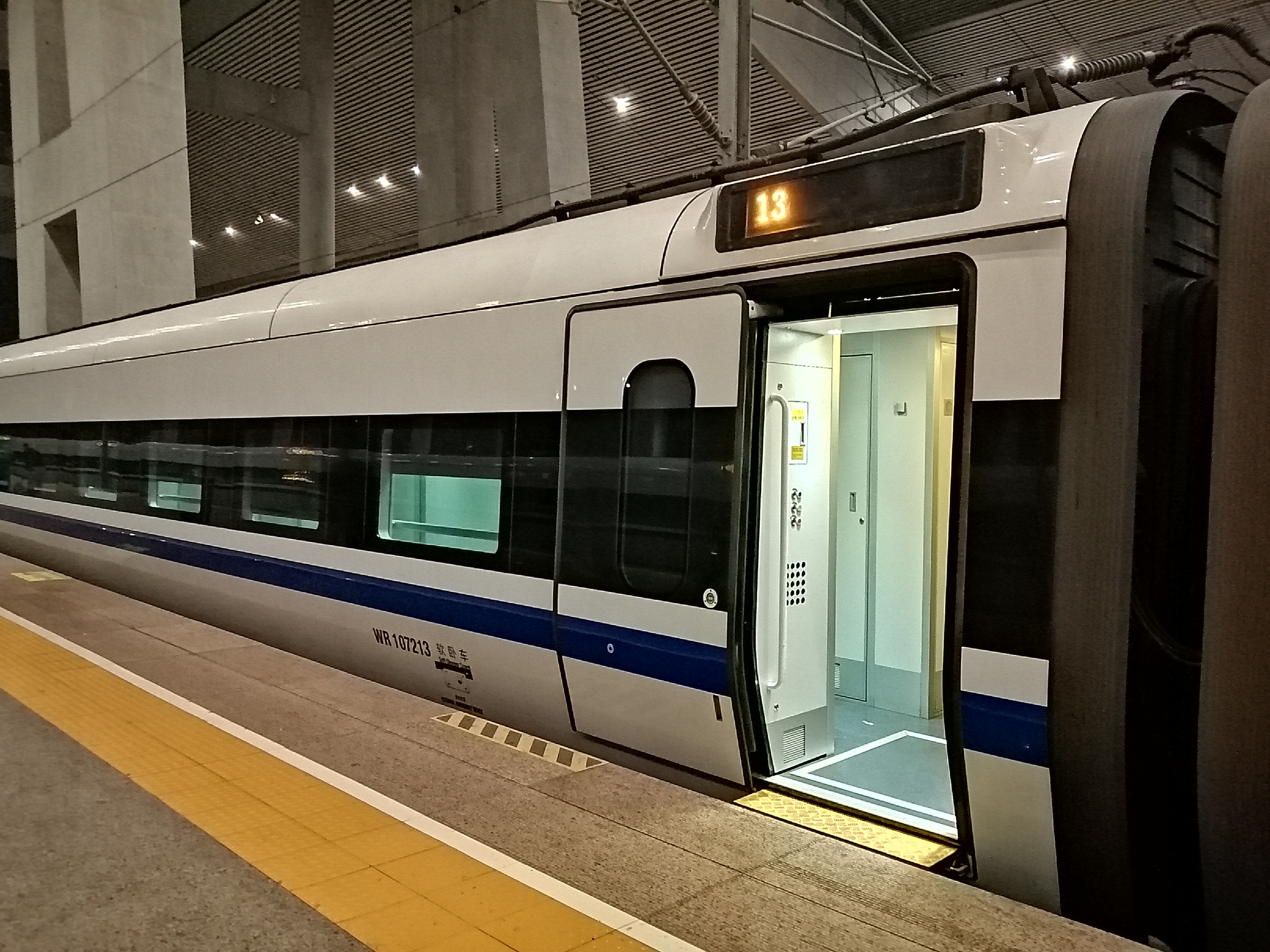
由珠海开来的D942次列车停靠

目前厦门北站一日接发列车约200对，90%以上的列车为动车组列车。其中有5班始发进京列车、8班始发进沪列车。

### 动车组列车
| 列车所属路局 | 目的地 |
| ------------ | --- |
| 北京局集团   | 北京、北京南 |
| 成都局集团   | 成都东、重庆北、贵阳北 |
| 广州局集团   | 长沙南、福州南、泉州、莆田、深圳北、溫州南、广州东、广州南、南京南 |
| 昆明局集团   | 昆明南 |
| 兰州局集团   | 兰州西 |
| 南昌局集团   | 北京南、北京豐臺、长汀南、成都东、福鼎、福州、福州南、赣州、冠豸山、广州东、广州南、汉口、杭州东、九江、龙岩、南昌西、南京南、南平市、宁波、平潭、萍乡北、莆田、泉州、三明北、上海虹橋、深圳北、泰宁、厦门、香港西九龙、诏安 |
| 上海局集团   | 阜阳西、赣州、杭州东、合肥南、湖州、龙岩、南京、宁波、上海虹橋、深圳北、徐州东、漳州 |
| 武汉局集团   | 武汉、宜昌东 |
| 西安局集团   | 泉州、西安北 |
| 郑州局集团   | 郑州东 |

### 普速列车
| 车次  | 目的地   | 列车所属路局 |
| ----- | -------- | ------------ |
| Z126  | 兰州     | 南昌局集团   |
| K572  | 北京豐臺 | 南昌局集团   |
| K404  | 重庆西   | 南昌局集团   |
| Z346  | 贵阳     | 南昌局集团   |
| K1210 | 上海南   | 南昌局集团   |
| Z104  | 长春     | 沈阳局集团   |
| K230  | 昆明     | 昆明局集团   |
| K974  | 哈尔滨西 | 哈尔滨局集团 |
| K244  | 西安     | 西安局集团   |
| Z344  | 郑州     | 郑州局集团   |

## 接驳交通
厦门北站换乘大厅于2023年启用，位于南北站房中间。换乘中心东侧为公交枢纽站、换乘中心西侧的BRT首末站，换乘中心地下则为地铁厦门北站站厅。南北站房均设有出租车、网约车候客区。

### 地铁
厦门北站在建设时已经预先建设了地铁站——厦门北站，它是厦门地铁第一个建设的车站。目前是1号线的车站，也是未来和4号线的换乘车站，1号线车站以南北走向设于国铁厦门北站地下，4号线车站以东西走向设于国铁换乘中心地下。1号线车站已經于2017年12月31日随1号线開通。地铁1、3、5号口往厦门岛内镇海路方向，2、4、6号口往厦门岛外岩内方向。
2019年1月20日，厦门北站实行国铁到达旅客换乘地铁免安检措施，在国铁厦门北站北出站口与地铁厦门北站1号口之间增设换乘地铁旅客专用通道，成为南昌局集团管辖的铁路车站中首个推出此项服务措施的车站。

### 厦门BRT
BRT新厦门北站位于厦门北站交通中心西侧，有快1路、快6路、快7路等3条线路停靠。BRT车站共有两层，其中地上一层为BRT出发层，连接厦门北站到达层；地上二层为BRT到达层，连接厦门北站西进站口，乘客进入国铁出发层后可根据乘坐列车进入对应南北高架候车室。

### 公交
厦门北站公交枢纽站位于厦门北站交通中心东侧，有18条线路停靠。公交车站共有两层，其中地上一层为公交出发层，连接厦门北站到达层；地上二层为公交到达层，连接厦门北站东进站口。
395路、690路、691路、692路、790路、792路、890路、898路、901路、905路、907路、936路、949路、953路、957路、980路、M20路、黄地村定制专线